# Jegenyefenyő-petrezselyemgomba
A jegenyefenyő-petrezselyemgomba (Hericium alpestre) a Hericiaceae családba tartozó, Európában honos, hegyvidéki fenyvesekben élő, ehető gombafaj.

## Megjelenése
A jegenyefenyő-petrezselyemgomba termőteste 10-40 cm széles, korallszerűen elágazó ágakból áll. Az ágak igen sűrűn elágaznak kivéve a lelógó, hegyesen végződő, 1-5 cm hosszú végükön. Színe fiatalon sárgás-fehéres, idősen inkább sárgás vagy piszkos barnássárga. 
Tönkrésze szabálytalanul duzzadt, szintén sokszorosan elágazó. 
Húsa fehéres vagy fehéressárgás, viszonylag puha, idősen szívósabb. Szaga kellemes, íze nem jellegzetes.
Spórapora fehér. Spórája nagyjából kerek, mérete 4,5-6 x 4,5-5,5 µm.

### Hasonló fajok
A közönséges petrezselyemgomba, a süngomba, esetleg a tüskés sörénygomba hasonlít hozzá. 

## Elterjedése és élőhelye
Európában honos. Magyarországon nem él, de a Kárpátok és Alpok hegyeiben előfordul.  
Hegyvidéki fenyvesekben található meg, ahol jegenyefenyő (ritkábban luc) elhalt törzsén, tuskóján, vastagabb ágain nő. Nyártól késő őszig terem.

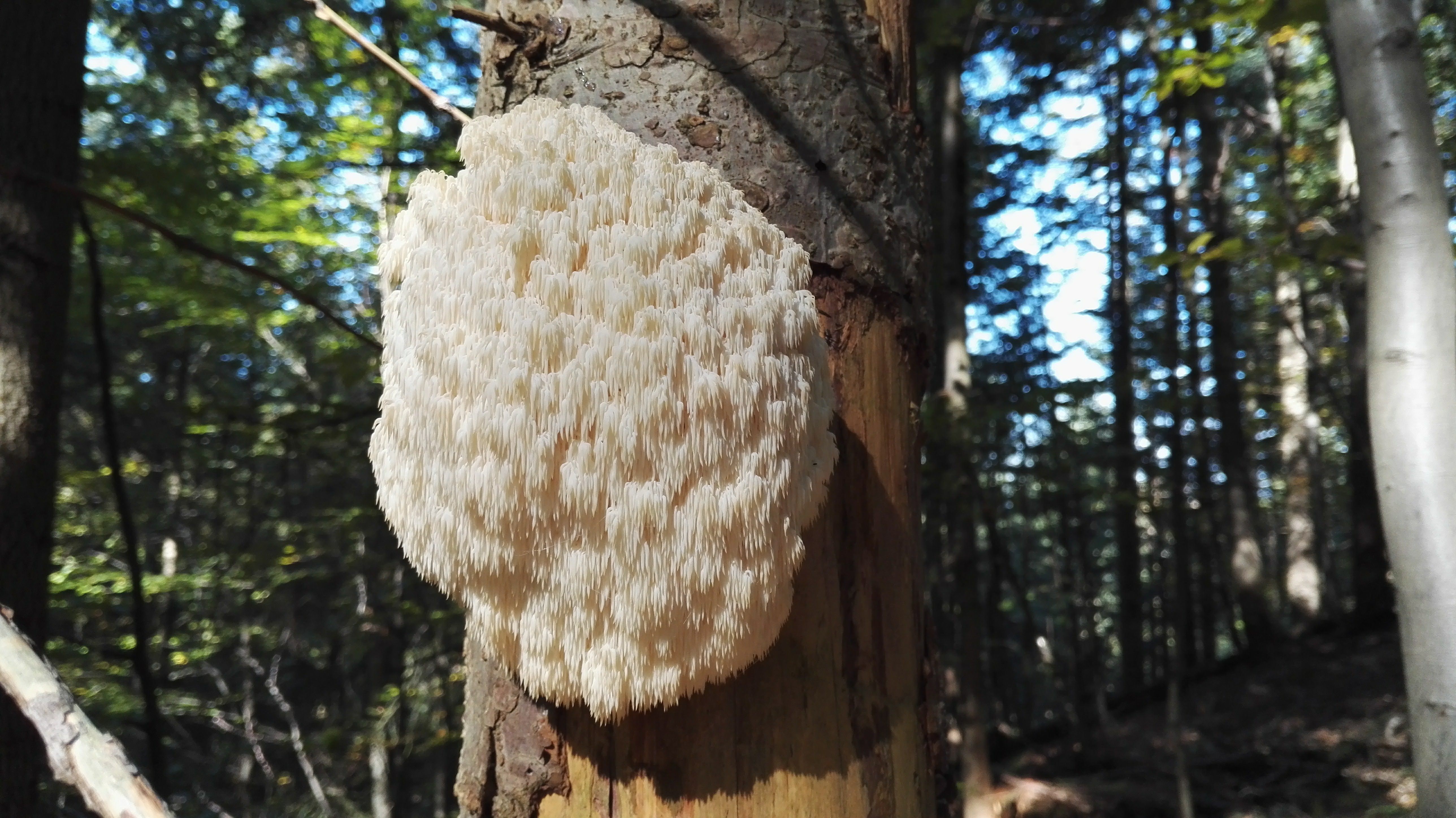
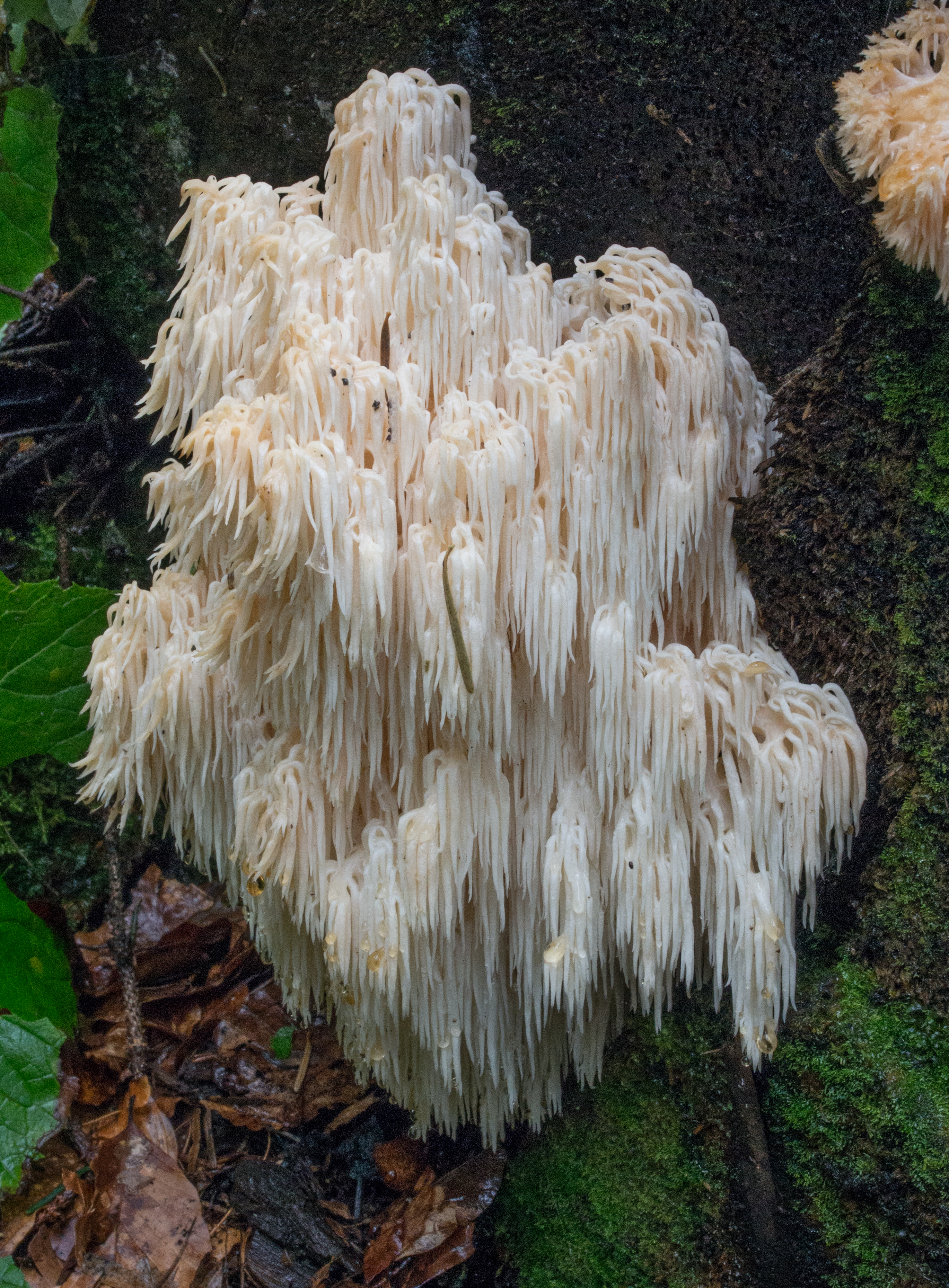
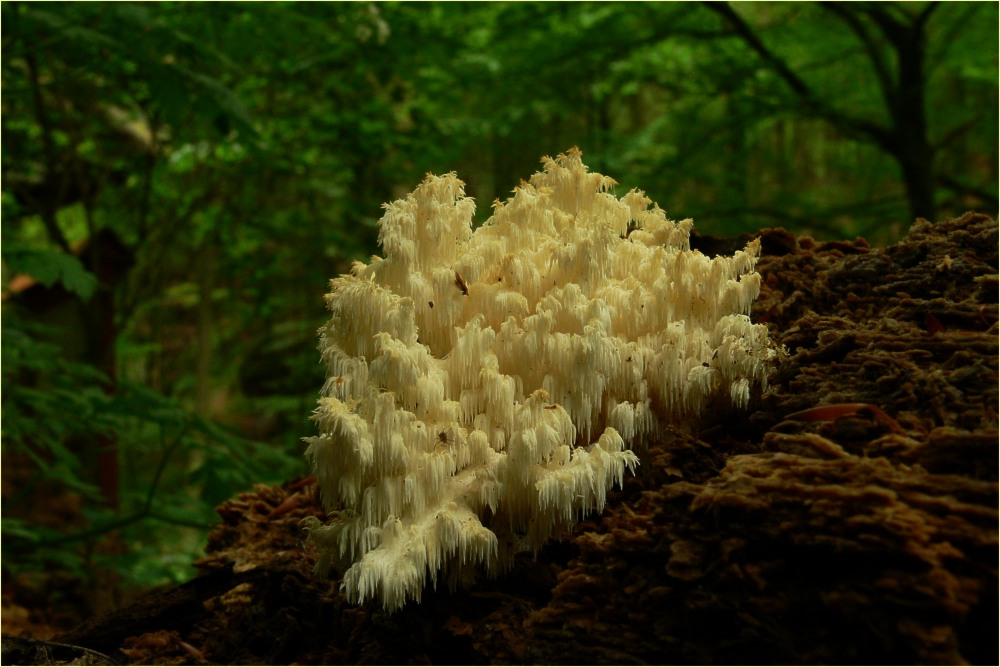
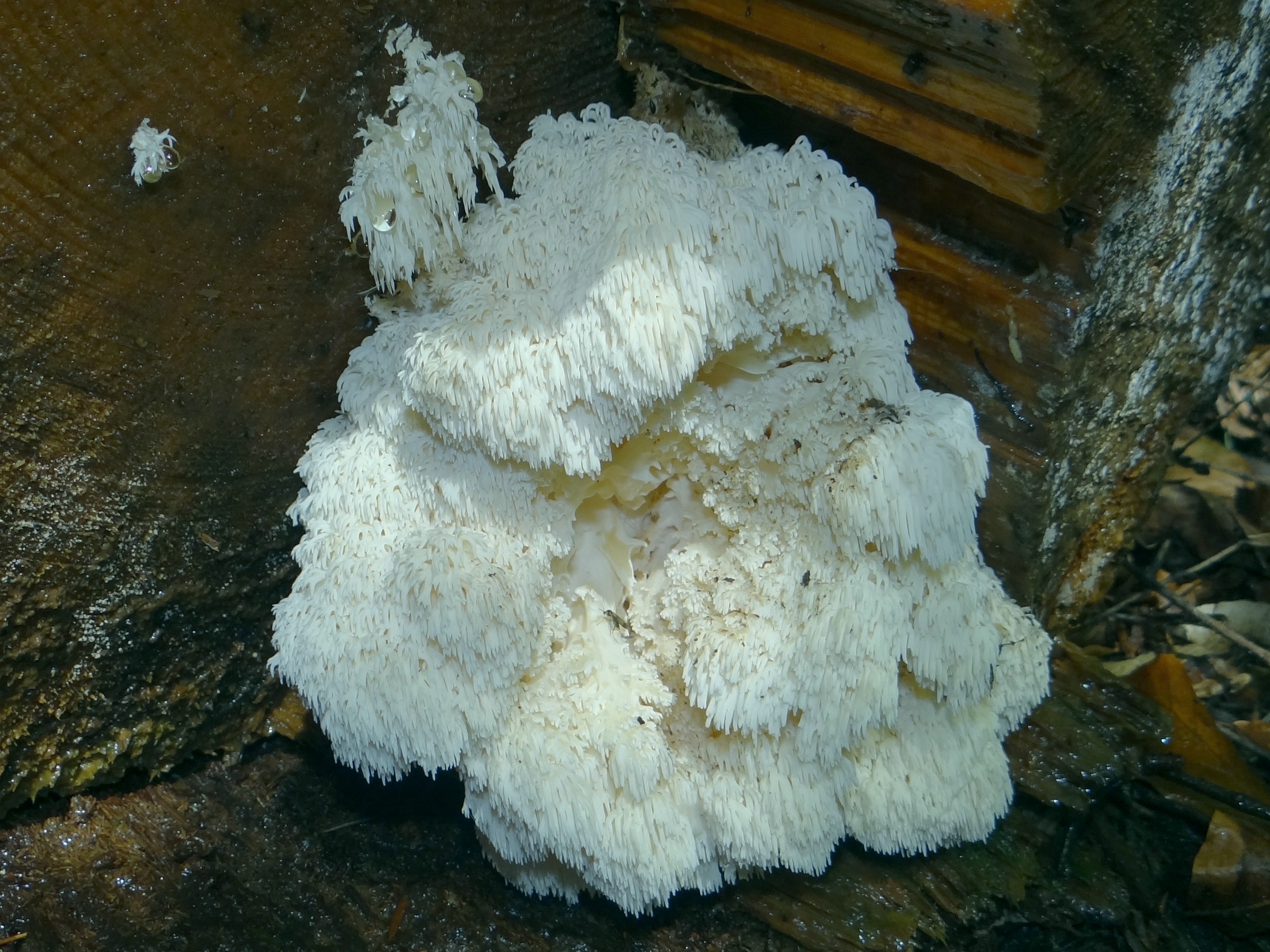

Ehető.